# Orphnus bilobus
Orphnus bilobus är en skalbaggsart som beskrevs av Johann Christoph Friedrich Klug 1855. Orphnus bilobus ingår i släktet Orphnus och familjen Orphnidae. Inga underarter finns listade i Catalogue of Life.